# Telorta divergens
Telorta divergens är en fjärilsart som beskrevs av Butler 1879. Telorta divergens ingår i släktet Telorta och familjen nattflyn. Inga underarter finns listade i Catalogue of Life.